# O Homem do Futuro
O Homem do Futuro é um filme brasileiro de 2011 de ficção científica e comédia romântica, lançado nos cinemas em 2 de setembro de 2011 pela Globo Filmes e direção de Cláudio Torres e protagonizado por Wagner Moura e Alinne Moraes.
Wagner Moura regravou a canção "Creep" da banda britânica de rock alternativo Radiohead para compor a trilha sonora do filme.

## Enredo
Em 2011, João "Zero" (Wagner Moura) é um físico brilhante mas passa os dias meditando sobre a fatídica noite de 20 anos atrás, onde publicamente foi traído e humilhado em uma festa de faculdade por sua namorada. Embora esteja dirigindo um dos maiores projetos científicos no Brasil, suas excentricidades e birras deixam à beira de ser demitido por sua colega de faculdade e patrocinadora atual, Sandra (Maria Luiza Mendonça). Auxiliado pelo melhor amigo - e colega cientista - Otávio "Panda" (Fernando Ceylão), Zero ativa a máquina inacabada que desenvolveu para garantir sua energia, bem como uma nova fonte de energia sustentável para a humanidade. Para sua surpresa, a reação causada pela máquina prova que é capaz de abrir uma ponte para o passado, levando-o até o ano de 1991, no meio de uma noite traumática em que a bela Helena (Alinne Moraes) o deixou pelo popular playboy Ricardo (Gabriel Braga Nunes). Ele, então, vê que a mudança dos fatos pode ser mais difícil e confusa do que parece. Voltando a um presente alterado, Zero descobre que seu eu mais jovem usou seu conhecimento sobre o futuro para se tornar um empresário poderoso e corrupto, ainda mais separado de Helena. Sua única alternativa é voltar ao passado mais uma vez e impedir-se de alterar o presente ao tentar evitar paradoxos do tempo causada pela presença de três versões de si mesmo em 1991.

## Elenco
- Wagner Moura como João / Zero
- Alinne Moraes como Helena
- Maria Luísa Mendonça como Sandra
- Gabriel Braga Nunes como Ricardo
- Fernando Ceylão como Otávio / Panda
- Daniel Uemura como Sushi
- Jean Pierre Noher como Mayer (participação especial)
- Rodolfo Bottino como barman - 1991
- Gregório Duvivier como homem engravatado - 1991
- George Sauma como namorado no carro - 1991
- Rogério Fróes como juiz
- Malu Rodrigues como aluna
- José Steinberg como porteiro Arlindo - 1991
- Luka Ribeiro como agente policial do aeroporto
- Lívia de Bueno como Dayse
- Bruno Gradim como Antônio - 1991
- Gabriel Marin como Universitário - 1991.

## Produção
Em outubro de 2009, a Conspiração Filmes, Globo Filmes e a Paramount Pictures anunciaram que O Homem do Futuro seria o próximo longa-metragem de comédia romântica com Cláudio Torres na direção. Também sendo anunciado um pouco do enredo, que foi comparado com o filme Back to the Future, pelo fato do protagonista retorna a um presente alterado e observar que não esta do modo que queria, e volta novamente ao passado e impede ele mesmo de alterar o presente.
Torres descreveu o filme como sendo "sobre amor e arrependimento. Uma comédia romântica com ritmo de aventura e tempero de ficção científica, voltado para o entretenimento, calcado em grandes atores, diálogos ferinos e dinamismo narrativo, discutindo assuntos profundos de forma divertida". O Homem do Futuro marcou a primeira união das três empresas numa produção cinematográfica. O acordo foi fechado durante o Festival do Rio.

### Escolha do elenco
Em dezembro de 2009, Wagner Moura foi confirmado como um dos protagonistas do filme, juntamente com Ana Paula Arósio. Porém, por causa de motivos pessoais em julho de 2010, foi informado que Paula teve que sair da produção do filme, e Alinne Moraes — que no tempo estava envolvida em algumas filmagens de Heleno —, entrou em seu lugar. Até o final do agosto foram confirmados no filme os atores, Fernando Ceylão, Maria Luisa Mendonça e Gabriel Braga Nunes entre outros que foram divulgados nas semanas das filmagens.

### Filmagens
As filmagens de O Homem do Futuro foram iniciadas em 12 de agosto de 2010, em Paulínia, interior de São Paulo. Forma utilizadas várias locações da cidade, entre elas, o Ginásio do Centro, o estacionamento do Estádio Municipal, Theatro Municipal e os estúdios do Polo Cinematográfico. Em Paulínia que foram gravadas todas as cenas da uma festa a fantasia, onde foram selecionados mais de 400 figurantes.
Outras filmagens foram realizadas no Rio de Janeiro e no Laboratório Nacional de Luz Síncrotron em Campinas.

## Lançamento

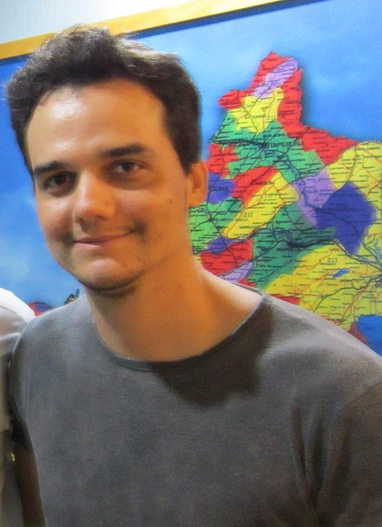
Wagner Moura interpreta João, mais conhecido como "Zero".

A pré-estreia do filme aconteceu em diversos lugares no Brasil, mas somente em algumas o elenco compareceu, como foi o caso na pré-estreia no Rio de Janeiro que contou com a presença da atriz Alinne Moraes, entre outros. Outra pré-estreia foi realizada em um shopping de São Paulo, em 30 de agosto de 2011 e compareceu Tainá Müller e Gabriel Braga Nunes e outros do elenco.
Paulínia que seria uma das primeiras a receber a pré-estreia do filme, acabou sendo uma das últimas, por causa de assuntos pessoais com a família de Wagner Moura, fez com que a data seja alterada. O ator pausou algumas de suas filmagens nos Estados Unidos do filme Elysium, para vir para a estreia que foi remarcada para 1 de setembro de 2011. Já nos circuitos comerciais, o filme foi lançado em 2 de setembro de 2011, pela distribuidora Paramount Pictures.

### Marketing
O primeiro trailer do filme foi divulgado em abril de 2011. Já o cartaz do filme, que mostra uma cena de Wagner Moura e Alinne Moraes, veio a ser divulgado em junho de 2011. Campanhas publicitárias de aproximadamente 30 segundos começaram a ser exibida em alguns meses antes do lançamento do filme.[carece de fontes?]

## Recepção

### Críticas
O Homem do Futuro recebeu geralmente avaliações positivas dos críticos especializados, Francisco Russo intitulou sua critica como "tipicamente Americano", deu três de cinco estrelas ao filme e publicou no website AdoroCinema que o filme " é muito bem produzido, desde os competentes efeitos especiais até o grandioso cenário construído para o laboratório da máquina do tempo. Há um apuro no figurino, de forma a ambientar os personagens no ano de 1991 e também em um futuro alternativo desenhado pelas mudanças provocadas por Zero. Só que, por outro lado, o roteiro segue a estrutura esquemática das comédias americanas com situações mal explicadas abandonadas no decorrer da trama. Os furos presentes quando Zero retorna ao presente incomodam". Outro crítico do mesmo website elogiou a atuação de Wagner Moura e Alinne Moraes. No entanto, relatou que "o mesmo não pode ser para Fernando Ceylão, que é totalmente apagado e sem vida diante da dupla, que fez uma bela sequência de apelo romântico e sensual". O crítico também escreveu que "o DNA de Cláudio Torres está também na escolha da trilha sonora de qualidade".
Thiago Siqueira do Cinema com Rapadura, relatou que "em seu terceiro o diretor e roteirista Cláudio Torres volta a investir no fantástico, desta vez enveredando pelo terreno da ficção científica e se saindo muito bem nesta nova empreitada". Siqueira também concordou com outros críticos do AdoroCinema sobre a trilha sonora, e ainda disse que "Tempo Perdido do Legião Urbana, que ganha uma versão muito bem executada dentro do filme".

### Bilheteria
O filme estreou em terceiro lugar e terminou sua primeira semana com 190 259 ingressos vendidos em todo o Brasil, com uma receita de R$ 2 101 512, sendo considerado abaixo do que esperado. Em sua quinta semana em cartaz, o filme encerrou com 1 019 665 espectadores, assim com uma receita de R$ 11.420.851.